# Дуар (река)
Дуар (фр. Doire) — река во Франции, протекающая в Центральном массиве, в департаменте Канталь. Является левым притоком реки Бертранд. Длина Дуара — 25,84 км.

## География
Дуар начинается на высоте около 1350 м в горном массиве Канталь, в самом сердце Регионального природного парка «Вулканы Оверни», в департаменте Канталь, административном регионе Овернь — Рона — Альпы. Истоки реки находятся на юго-западных склонах горы Пюи-де-Басьеру, недалеко от перевала Коль-де-Легаль, в коммуне Сен-Проже-де-Салер.
Река пересекается дорогами департамента (RD) 35 и 60 и протекает к югу от деревни Турнемир, а затем к востоку от города Сен-Сернен. Она протекает под дорогой RD 922 и принимает на своём правом берегу свой главный приток — ручей Марз. Река протекает к югу от деревни Сен-Сирг-де-Мальбер и впадает в реку Бертранд на левом берегу, через три километра, на высоте около 500 метров.
Дуар течёт преимущественно с востока на запад.

## Притоки
Из семи притоков, перечисленных в базе данных Сандре, только один длиннее 5 км: ручей Марз длиной 11,6 км, впадающий по правому берегу Дуара.

## Достопримечательности
В Турнемире:
- Замок Анжони XV—XVIII веков[5];
- Церковь Сен-Жан-Батист XII—XV веков.

В Сен-Сернене:
- Церковь Сен-Сернен XV—XVIII веков с массивной колокольней;
- Замок Фоссанж XVIII—XIX веков[6];
- Замок Камбон XIV—XVIII веков[7];
- Замок Кро;

В Сен-Сирг-де-Мальбере:
- Романская церковь Сен-Сир в Сен-Сирг-де-Мальбер.